# Kavion Pippen
Kavion Montel Pippen (Hamburg, Arkansas, 15 de octubre de 1996) es un baloncestista estadounidense que pertenece a la plantilla de los Maine Celtics de la G League. Con 2,08 metros de estatura, juega en la posición de pívot. Es sobrino del siete veces All-Star y miembro del Basketball Hall of Fame Scottie Pippen.

## Trayectoria deportiva

### Universidad
Tras pasar dos años en el pequeño college de Three Rivers, en Misuri, jugó dos temporadas con los Salukis de la Universidad del Sur de Illinois, en las que promedió 12,4 puntos, 5,8 rebotes, 1,3 asistencias y 1,7 tapones por partido. Fue incluido en ambas temporadas en el tercer mejor quinteto de la Missouri Valley Conference, y en 2019 además en el mejor quinteto defensivo de la conferencia.

### Profesional
Tras no ser elegido en el Draft de la NBA de 2019, firmó en el mes de octubre con los Golden State Warriors para disputar la pretemporada, Disputó cuatro partidos, en los que promedió 2,5 puntos y 2,2 rebotes. Tras ser despedido, los Austin Spurs de la G League se hicieron con sus derechos.
En la temporada 2019-20, en las filas de los Austin Toros tuvo actuaciones destacadas, promediando 7.2 puntos, cuatro rebotes, 0.6 asistencias, y 0.7 tapones en 12 minutos de juego durante 27 partidos, con un 62,7% en tiros de campo y un 90,5% en tiros libres hasta la cancelación inmediata de la competición por la pandemia.
En la temporada 2020-21, tras demorarse el comienzo de la G League, en 2021 se marcha a Catar para jugar en las filas del Al-Sadd Sports Club primero y más tarde en el Étoile Sportive de Radès de Túnez. 
El 11 de agosto de 2021, firma por el Real Valladolid Baloncesto de la Liga LEB Oro, para disputar la temporada 2021-22.
El 12 de agosto de 2022, firma por los Soles de Mexicali de la Liga Nacional de Baloncesto Profesional de México.
El 26 de octibre de 2024 es seleccionado por los Maine Celtics en el Draft de la G League.